# Temporada 2003 del Campeonato Mundial de Rally
La temporada 2003 fue la edición 31º del Campeonato Mundial de Rally. Comenzó el 23 de enero con el Rally de Montecarlo y finalizó el 14 de noviembre en el Rally de Gran Bretaña. El campeón fue Petter Solberg que ganó su primer campeonato a bordo de un Subaru Impreza WRC.

## Calendario
| N.º | Fecha                     | Rally                  | Resultados |
| --- | ------------------------- | ---------------------- | ---------- |
| 1   | 24-26 de enero            | Rally de Montecarlo    | Resultados |
| 2   | 7-9 de febrero            | Rally de Suecia        | Resultados |
| 3   | 27 de febrero- 2 de marzo | Rally de Turquía       | Resultados |
| 4   | 10-13 de abril            | Rally de Nueva Zelanda | Resultados |
| 5   | 8-11 de mayo              | Rally de Argentina     | Resultados |
| 6   | 5-8 de junio              | Rally Acrópolis        | Resultados |
| 7   | 20-22 de junio            | Rally de Chipre        | Resultados |
| 8   | 24-27 de julio            | Rally de Alemania      | Resultados |
| 9   | 7-10 de agosto            | Rally de Finlandia     | Resultados |
| 10  | 4-7 de septiembre         | Rally de Australia     | Resultados |
| 11  | 3-5 de octubre            | Rally de San Remo      | Resultados |
| 12  | 17-19 de octubre          | Rally de Córcega       | Resultados |
| 13  | 24-26 de octubre          | Rally Cataluña         | Resultados |
| 14  | 6-9 de noviembre          | Rally de Gran Bretaña  | Resultados |

## Equipos
| Equipo                                    | Constructor | Vehículo                                  | N.º                | Piloto                   | Rondas           |
| ----------------------------------------- | ----------- | ----------------------------------------- | ------------------ | ------------------------ | ---------------- |
| Marlboro Peugeot Total                    | Peugeot     | Peugeot 206 WRC 2002                      | Marcus Grönholm    | Timo Rautiainen          | Todas            |
| Marlboro Peugeot Total                    | Peugeot     | Peugeot 206 WRC 2002                      | Richard Burns      | Robert Reid              | 1-13             |
| Marlboro Peugeot Total                    | Peugeot     | Peugeot 206 WRC 2002                      | Freddy Loix        | Sven Smeets              | 14               |
| Marlboro Peugeot Total                    | Peugeot     | Peugeot 206 WRC 2002                      | Gilles Panizzi     | Hervé Panizzi            | 1,8,11-13        |
| Marlboro Peugeot Total                    | Peugeot     | Peugeot 206 WRC 2002                      | Harri Rovanperä    | Risto Pietiläinen        | 2-7,9-10,14      |
| Ford Rallyesport                          | Ford        | Ford Focus RS WRC 02 Ford Focus RS WRC 03 | Markko Martin      | Michael Park             | Todas            |
| Ford Rallyesport                          | Ford        | Ford Focus RS WRC 02 Ford Focus RS WRC 03 | Francois Duval     | Jean-Marc Fortin         | 1-2              |
| Ford Rallyesport                          | Ford        | Ford Focus RS WRC 02 Ford Focus RS WRC 03 | Francois Duval     | Stéphane Prévot          | 3-14             |
| Ford Rallyesport                          | Ford        | Ford Focus RS WRC 02 Ford Focus RS WRC 03 | Mikko Hirvonen     | Jarno Lehtinen           | Todas            |
| 555 Subaru World Rally Team               | Subaru      | Subaru Impreza WRC 2003                   | Petter Solberg     | Phil Mills               | Todas            |
| 555 Subaru World Rally Team               | Subaru      | Subaru Impreza WRC 2003                   | Tommi Makinen      | Kaj Lindström            | Todas            |
| Hyundai World Rally Team                  | Hyundai     | Hyundai Accent WRC3                       | Armin Schwarz      | Manfred Hiemer           | 1-10             |
| Hyundai World Rally Team                  | Hyundai     | Hyundai Accent WRC3                       | Freddy Loix        | Sven Smeets              | 1-10             |
| Hyundai World Rally Team                  | Hyundai     | Hyundai Accent WRC3                       | Jussi Valimaki     | Tero Gardemeister        | 2,4,6            |
| Hyundai World Rally Team                  | Hyundai     | Hyundai Accent WRC3                       | Jussi Valimaki     | Jakke Honkanen           | 10               |
| Hyundai World Rally Team                  | Hyundai     | Hyundai Accent WRC3                       | Manfred Stohl      | Ilka Minor               | 10               |
| Škoda Motorsport                          | Škoda       | ŠkodaOctavia WRC Evo3 Škoda Fabia WRC     | Didier Auriol      | Denis Giraudet           | Todas            |
| Škoda Motorsport                          | Škoda       | ŠkodaOctavia WRC Evo3 Škoda Fabia WRC     | Toni Gardemeister  | Paavo Lukander           | Todas            |
| Citroën Total                             | Citroën     | Citroën Xsara WRC                         | Colin McRae        | Derek Ringer             | Todas            |
| Citroën Total                             | Citroën     | Citroën Xsara WRC                         | Sebastien Loeb     | Daniel Elena             | Todas            |
| Citroën Total                             | Citroën     | Citroën Xsara WRC                         | Carlos Sainz       | Marc Martí               | Todas            |
| Equipos no registrados como constructores |             |                                           |                    |                          |                  |
| Bozian Racing                             | Peugeot     | Peugeot 206 WRC                           | Roman Kresta       | Miloš Hůlka              | 1-2, 6           |
| Bozian Racing                             | Peugeot     | Peugeot 206 WRC                           | Roman Kresta       | Jan Tománek              | 8, 11, 13-14     |
| Bozian Racing                             | Peugeot     | Peugeot 206 WRC                           | Gilles Panizzi     | Hervé Panizzi            | 3, 6-7, 14       |
| Bozian Racing                             | Peugeot     | Peugeot 206 WRC                           | Juuso Pykälistö    | Esko Mertsalmi           | 2-3, 6-7, 9      |
| Bozian Racing                             | Peugeot     | Peugeot 206 WRC                           | Juuso Pykälistö    | Risto Mannisenmäki       | 14               |
| Bozian Racing                             | Peugeot     | Peugeot 206 WRC                           | Ari Vatanen        | Juha Repo                | 9                |
| Equipe de France FFSA                     | Peugeot     | Peugeot 206 WRC                           | Cédric Robert      | Gérald Bedon             | 1, 8, 11-13      |
| Peugeot Sport Finland                     | Peugeot     | Peugeot 206 WRC                           | Sebastian Lindholm | Timo Hantunen            | 9                |
| Team BSA                                  | Peugeot     | Peugeot 206 WRC                           | Alexandre Bengue   | Caroline Escudero-Bengué | 12               |
| Stohl Racing                              | Peugeot     | Peugeot 206 WRC                           | Manfred Stohl      | Ilka Minor               | 4, 12, 14        |
| Stohl Racing                              | Hyundai     | Hyundai Accent WRC                        | Manfred Stohl      | Ilka Minor               | 6                |
| AW Rally Team                             | Ford        | Ford Focus WRC                            | Anthony Warmbold   | Gemma Price              | 1-2, 4-10, 12-14 |
| Alistair Ginley                           | Ford        | Ford Focus WRC                            | Alistair Ginley    | Bandera de ?             | 3, 6-9, 12-14    |
| LPM Racing                                | Ford        | Ford Focus WRC                            | Janne Tuohino      | Jukka Aho                | 2, 9             |
| Tomasz Kuchar                             | Ford        | Ford Focus WRC                            | Tomasz Kuchar      | Maciej Szczepaniak       | 2, 4, 6          |
| Škoda Matador Team                        | Škoda       | Škoda Octavia WRC                         | Jan Kopecký        | Filip Schovánek          | 8, 14            |

## Resultados

### Campeonato de Pilotos
| Pos. | Piloto             | MON | SWE | TUR | NZL | ARG | GRC | CYP | GER | FIN | AUS | ITA | FRA | ESP | GBR | Pts |
| ---- | ------------------ | --- | --- | --- | --- | --- | --- | --- | --- | --- | --- | --- | --- | --- | --- | --- |
| 1    | Petter Solberg     | Ret | 6   | Ret | 3   | 5   | 3   | 1   | 8   | 2   | 1   | Ret | 1   | 5   | 1   | 72  |
| 2    | Sebastien Loeb     | 1   | 7   | Ret | 4   | Ret | Ret | 3   | 1   | 5   | 2   | 1   | 13  | 2   | 2   | 71  |
| 3    | Carlos Sainz       | 3   | 9   | 1   | 12  | 2   | 2   | 5   | 6   | 4   | 5   | 4   | 2   | 7   | Ret | 63  |
| 4    | Richard Burns      | 5   | 3   | 2   | 2   | 3   | 4   | Ret | 3   | 3   | 3   | 7   | 8   | Ret |     | 58  |
| 5    | Markko Märtin      | 4   | 4   | 6   | Ret | Ret | 1   | Ret | 5   | 1   | DSQ | 3   | Ret | 3   | Ret | 49  |
| 6    | Marcus Grönholm    | 13  | 1   | 9   | 1   | 1   | Ret | Ret | 2   | Ret | Ret | Ret | 4   | 6   | Ret | 46  |
| 7    | Colin McRae        | 2   | 5   | 4   | Ret | Ret | 8   | 4   | 4   | Ret | 4   | 6   | 5   | 9   | 4   | 45  |
| 8    | Tommi Mäkinen      | Ret | 2   | 8   | 7   | Ret | 5   | Ret | Ret | 6   | 6   | 10  | 7   | 8   | 3   | 30  |
| 9    | François Duval     | 7   | Ret | 3   | 9   | 8   | Ret | Ret | 7   | Ret | 10  | 5   | 3   | 4   | 5   | 30  |
| 10   | Gilles Panizzi     | Ret |     | 5   |     |     | 7   | Ret | 10  |     |     | 2   | 6   | 1   | Ret | 27  |
| 11   | Harri Rovanperä    |     | Ret | Ret | Ret | 4   | 6   | 2   |     | Ret | 7   |     |     |     | Ret | 18  |
| 12   | Toni Gardemeister  | Ret | 8   | 7   | 5   | 7   | Ret | Ret | Ret | Ret | 11  | Ret | 11  | 12  | Ret | 9   |
| 13   | Didier Auriol      | 9   | 18  | Ret | 8   | 6   | 9   | Ret | Ret | Ret | 12  | 12  | Ret | Ret | 11  | 4   |
| 13   | Freddy Loix        | Ret | 10  | 10  | Ret | Ret | Ret | Ret | 11  | 10  | 8   |     |     |     | 6   | 4   |
| 15   | Cédric Robert      | 6   |     |     |     |     |     |     | 9   |     |     | 9   | 12  | 11  |     | 3   |
| 15   | Alister McRae      |     |     |     | 6   |     |     |     |     |     |     |     |     |     |     | 3   |
| 15   | Mikko Hirvonen     | Ret | 11  | Ret | 10  | 16  | Ret | 6   | 13  | Ret | 9   | Ret | 10  | 14  | Ret | 3   |
| 15   | Armin Schwarz      | 8   | 13  | Ret | Ret | Ret | Ret | 7   | 12  | 12  | 13  |     |     |     |     | 3   |
| 19   | Janne Tuohino      |     | 17  |     |     |     |     |     |     | 7   |     |     |     |     |     | 2   |
| 19   | Manfred Stohl      |     |     |     | Ret |     | 11  |     | 18  |     |     |     | Ret |     | 7   | 2   |
| 21   | Alistair Ginley    |     |     | 12  |     |     | 15  | 8   | Ret | 23  |     |     | Ret | 23  | Ret | 1   |
| 21   | Sebastian Lindholm |     |     |     |     |     |     |     |     | 8   |     |     |     |     |     | 1   |
| 21   | Philippe Bugalski  |     |     |     |     |     |     |     | Ret |     |     | 8   | 9   | 10  |     | 1   |
| 21   | Roman Kresta       | 10  | 14  |     |     |     | Ret |     | Ret |     |     | 11  |     | 13  | 8   | 1   |
| Pos. | Piloto             | MON | SWE | TUR | NZL | ARG | GRC | CYP | GER | FIN | AUS | ITA | FRA | ESP | GBR | Pts |

### Campeonato de Constructores
| Pos. | Equipo  | Rally | Rally | Rally | Rally | Rally | Rally | Rally | Rally | Rally | Rally | Rally | Rally | Rally | Rally | Total puntos |
| Pos. | Equipo  | MON   | SWE   | TUR   | NZL   | ARG   | GRC   | CYP   | GER   | FIN   | AUS   | ITA   | FRA   | ESP   | GBR   | Total puntos |
| ---- | ------- | ----- | ----- | ----- | ----- | ----- | ----- | ----- | ----- | ----- | ----- | ----- | ----- | ----- | ----- | ------------ |
| 1    | Peugeot | 18    | 6     | 15    | 5     | 8     | 10    | 11    | 15    | 9     | 13    | 15    | 12    | 10    | 13    | 160          |
| 2    | Citroën | 6     | 16    | 9     | 18    | 16    | 8     | 8     | 14    | 6     | 9     | 11    | 8     | 13    | 3     | 145          |
| 3    | Subaru  | 0     | 11    | 2     | 9     | 5     | 10    | 10    | 2     | 11    | 14    | 2     | 12    | 5     | 16    | 109          |
| 4    | Ford    | 10    | 5     | 10    | 1     | 3     | 10    | 4     | 7     | 10    | 1     | 10    | 7     | 11    | 4     | 93           |
| 5    | Škoda   | 2     | 1     | 3     | 6     | 7     | 1     | 0     | 0     | 0     | 0     | 1     | 0     | 0     | 2     | 23           |
| 6    | Hyundai | 3     | 0     | 0     | 0     | 0     | 0     | 3     | 1     | 3     | 2     | 0     | 0     | 0     | 0     | 12           |

### Campeonato de Producción
| Pos. | Piloto          | SWE | NZL | ARG | CHI | GER | AUS | FRA | Total puntos |
| ---- | --------------- | --- | --- | --- | --- | --- | --- | --- | ------------ |
| 1.   | Martin Rowe     | 3   | 4   |     | 2   | 2   | 1   | 3   | 43           |
| 2.   | Toshi Arai      | Ret | 1   | 1   | 1   |     | Ret | 2   | 38           |
| 3.   | Stig Blomqvist  | 1   | 8   |     | 3   | 5   | 4   | 5   | 30           |
| 4.   | Karamjit Singh  | 2   | 6   | 3   | Ret | 4   | 2   |     | 30           |
| 5.   | Dani Solà       |     | 15  | 2   | Ret | 1   | 5   | Ret | 22           |
| 6.   | Niall McShea    |     | 7   | Ret | Ret | Ret | 3   | 1   | 18           |
| 7.   | Marcos Ligato   |     | 2   | Ret | 4   | Ret | Ret |     | 13           |
| 8.   | Janusz Kulig    | Ret | Ret |     | Ret | 3   |     | 4   | 11           |
| 9.   | Ricardo Triviño | Ret | 11  | 6   | Ret | 6   |     | 7   | 8            |
| 10.  | Bob Colsoul     | 9   |     | Ret | 5   | Ret |     | 6   | 7            |

- Referencias[1]

### Campeonato Júnior
| Pos. | Piloto                 | MON | TUR | GRE | FIN | SRM | ESP | GBR | Pts |
| ---- | ---------------------- | --- | --- | --- | --- | --- | --- | --- | --- |
| 1    | Brice Tirabassi        | 1   | Ret | 1   | 2   | Ret | 1   | Ret | 38  |
| 2    | Salvador Cañellas, Jr. | Ret | 2   | 4   | 5   | 2   | 3   | 4   | 36  |
| 3    | Daniel Carlsson        | Ret | Ret | 2   | 1   | Ret | 4   | 1   | 33  |
| 4    | Urmo Aava              | 4   | Ret | 3   | 4   | Ret | 5   | Ret | 20  |
| 5    | Mirco Baldacci         | 7   | Ret | Ret | Ret | 1   | Ret | 2   | 20  |
| 6    | Ville-Pertti Teuronen  | Ret | 4   | Ret | Ret | 4   | 6   | 3   | 19  |
| 7    | Guy Wilks              | Ret | 3   | 6   | 3   | 6   | 11  | Ret | 18  |
| 8    | Alessandro Broccoli    | 3   | Ret | Ret | 6   | Ret | Ret | 5   | 13  |
| 9    | Marcos Ligato          | 2   | Ret | Ret | 7   | Ret |     |     | 10  |
| 10   | Kosti Katajamäki       | Ret | 1   | Ret | Ret | Ret | Ret | Ret | 10  |